# Звезда (фильм, 2014)
«Звезда́» — российская мелодрама Анны Меликян, вышедшая на экраны в 2014 году. В центре фильма — истории двух женщин — любовницы олигарха и молодой начинающей актрисы, каждая из которых сталкивается с собственным кризисом.

## Сюжет
Молодая Маша отчаянно хочет стать звездой, копит деньги на пластические операции, а параллельно — упорно ходит на кастинги и ухаживает за деньги за одиноким стариком. Зрелая Рита — любовница замминистра, которая хочет забеременеть и выйти за него замуж. Костя — сын замминистра, который постоянно конфликтует с отцом и Ритой, но при встрече влюбляется в Машу.
После ссоры любовник выгоняет Риту из дома, и волей случая она знакомится с Машей.

## В ролях
| Актёр                | Роль                                                                         |
| -------------------- | ---------------------------------------------------------------------------- |
| Тинатин Далакишвили  | Маша                                                                         |
| Северия Янушаускайте | Рита                                                                         |
| Павел Табаков        | Костя                                                                        |
| Андрей Смоляков      | отец Кости Сергей Владимирович, заместитель министра                         |
| Юозас Будрайтис      | старик                                                                       |
| Александр Шейн       | галерист                                                                     |
| Арунас Сторпирштис   | Беридзе Георгий Борисович, заведующий кафедрой гемопатологии элитной клиники |

## Кастинг
Кастинг на главные роли проходил полтора года. Съёмочный период занял 2,5 месяца. Исполнительница главной роли Тина Далакишвили — не профессиональная актриса. Анна Меликян пригласила её на роль, посмотрев фильм «Любовь с акцентом». Северию Янушаускайте из Литвы режиссёр сначала увидела на фотографиях. Когда актриса приехала на кастинг, была утверждена в тот же день, без долгих проб. Для обеих актрис русский язык — не родной. Обеим для съёмок пришлось подтягивать знание языка и зубрить все реплики наизусть для правильной артикуляции. Обе роли были переозвучены. Павел Табаков, сыгравший Костю, — сын Олега Табакова и Марины Зудиной. Роль в «Звезде» стала для него дебютом.
Пластический грим героини Далакишвили (губы, уши, грудь) занимал 3—4 часа.

## Съёмки
Художник-постановщик Ульяна Рябова предложила создать в фильме образ «строящейся Москвы». Это очень соответствовало атмосфере отчуждённости в картине и придало небольшой элемент футуризма. По городу возились строительные решётки, и там, где не могли найти стройку, её искусственно создавали. Также искались новые стеклянные дома, оживлённые клубы и кафе. Основные сцены картины сняты в естественных интерьерах, которые дорабатывались для создания необходимого образа. «Дом замминистра» — реальный московский дом. «Картинная галерея» — место для сброса мяса на заводе имени А. Микояна, больничный кабинет — комната в доме на Рублёвском шоссе. «Ночной клуб» снимали в реальном ночном клубе. По словам оператора Алишера Хамидходжаева, «некоторые художественные задачи в „Звезде“ шли от ощущения, что разрозненность людей сегодня достигла некого пика, и повсюду в пространстве, несмотря на кажущуюся открытость, разлито одиночество. Мы пытались найти какую-то адекватную экранную форму этому явлению. Например, в сценах в клубе поместили героев в аквариум». Город также выглядит разделённым на стеклянные здания-аквариумы. Тема стекла, отражения, зазеркалья постоянно встречается в кадре.
Фильм снимался на 16-мм плёнку.
Премьера состоялась на 7 июня 2014 года на кинофествале «Кинотавр», где картина выиграла приз за режиссуру.

## Награды и номинации
| - Кинофестиваль «Кинотавр 2014»: - приз за лучшую режиссуру (Анна Меликян) - приз за лучшую женскую роль (Северия Янушаускайте) - V Одесский международный кинофестиваль: - специальный приз жюри «За блестящую актерскую игру» (Тина Далакишвили) - IV Международный кинофестиваль «Край света» на Сахалине: - Гран-при по итогам зрительского голосования - Кинофестиваль «Меридианы Тихого»: - приз зрительских симпатий за лучший российский фильм | - Премия «Золотой орёл»: - премия за Лучшую женскую роль второго плана (Северия Янушаускайте) - номинация на премию в категории Лучший игровой фильм - номинация на премию в категории Лучшая работа звукорежиссёра (Кирилл Василенко) - Премия «Ника»: - номинация на премию «Ника» за Лучшую женскую роль (Северия Янушаускайте) - номинация на премию «Ника» за Лучшую работу художника (Ульяна Рябова) - номинация на премию «Ника» Открытие года (Северия Янушаускайте) |